# Ruffia
Ruffia – miejscowość i gmina we Włoszech, w regionie Piemont, w prowincji Cuneo.
Według danych na rok 2004 gminę zamieszkiwało 311 osób, 44,4 os./km².